# Die Höhle der Löwen/Staffel 9
Die neunte Staffel der Unterhaltungsshow Die Höhle der Löwen wurde vom 22. März bis 7. Juni 2021 vom deutschen Free-TV-Sender VOX ausgestrahlt. Die Moderation wurde wieder von Ermias Habtu übernommen. Als „Löwen“ waren Carsten Maschmeyer, Judith Williams, Georg Kofler, Dagmar Wöhrl, Ralf Dümmel, Nils Glagau und Nico Rosberg dabei, die sich entsprechend abwechseln, so dass je Produktvorstellung fünf Investoren zu sehen sind.

## Episoden

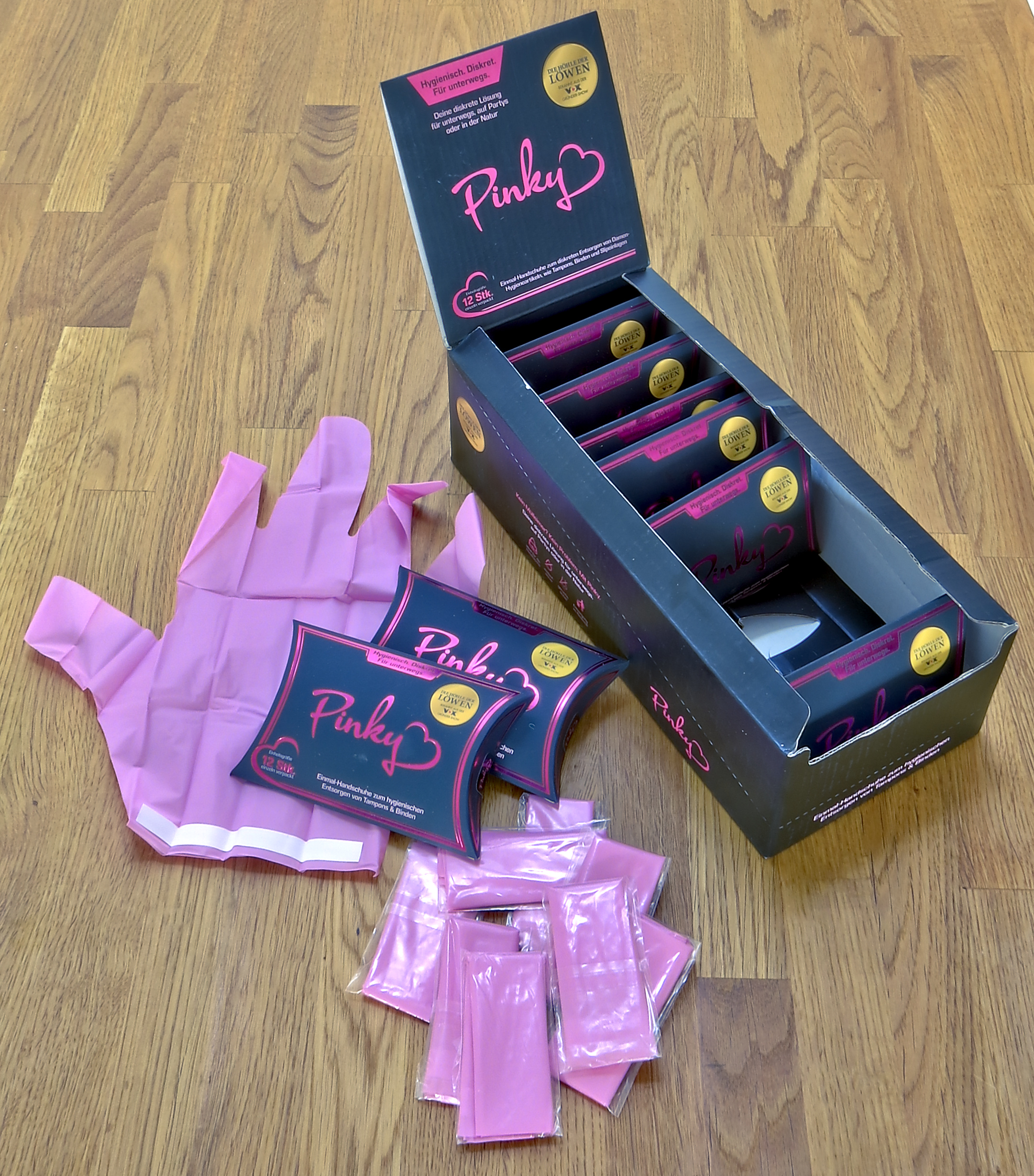
Pinky Gloves Menstruationshandschuhe Verkaufsverpackung und einzeln verpackte Einweghandschuhe (inkl. Klebestreifen), die aufgrund der Kritik nicht in den Vertrieb kamen. Der Verkaufsstart war für den 13. April 2021 geplant.

| Nr. (ges.) | Nr. (St.) | Teilnehmer                                                              | Premiere D    | Zuschauer |
| ---------- | --------- | ----------------------------------------------------------------------- | ------------- | --------- |
| 81         | 1         | Beneto Foods ✓, Compasstrainer ○, GetSteps ×, Bideo ✓, Repaq ×          | 22. März 2021 | 2,38 Mio. |
| 82         | 2         | Back’O’Funny ✓, Heat it ×, CO’PS ✓, Khou Khii ×, Zaunkoenig ○           | 29. März 2021 | 2,04 Mio. |
| 83         | 3         | easyBeeBox ✓, Pocketsy ×, Flüwa ✓, Kulero ○, Munevo Drive ×             | 5. Apr. 2021  | 1,87 Mio. |
| 84         | 4         | Sause ✓, Bierkruste ×, Pinky ✓, Lucky Loop ×, Werksta.tt ○              | 12. Apr. 2021 | 2,02 Mio. |
| 85         | 5         | Beerbag ✓, Zasta ×, MyEy ○, bikuh ×, Nao ✓                              | 19. Apr. 2021 | 2,05 Mio. |
| 86         | 6         | Pottburri ✓, HaselHerz ✓, Coffee Colorato ✓, Steadify ×, aumio ×        | 26. Apr. 2021 | 2,34 Mio. |
| 87         | 7         | Primoza ×, NDEYEFOODS ○, ajuma ✓, Laori ×, smartQ ✓                     | 3. Mai 2021   | 2,43 Mio. |
| 88         | 8         | GreenBill ○, Badesofa ✓, Marée ×, aidhere ×, Udo ✓                      | 10. Mai 2021  | 2,42 Mio. |
| 89         | 9         | mysleepmask ✓, Sminno ×, mellow NOIR ✓, Winemaster ✓, Marschpat ×       | 17. Mai 2021  | 2,23 Mio. |
| 90         | 10        | The Makery ○, Bodywallet ×, SUMMERSAVER ✓, Hardcork ×, Evertree ✓       | 24. Mai 2021  | 1,70 Mio. |
| 91         | 11        | Lambus ○, WowWow ✓, Wavewinder ×, Hilli Fruits ✓, sked ✓                | 31. Mai 2021  | 1,90 Mio. |
| 92         | 12        | Mary’s Coconut Coffee ✓, Routago ×, FitOaty ○, miss.pinny ×, B’n’Tree ○ | 7. Juni 2021  | 2,05 Mio. |

## Gründer und Unternehmen
Die erste Spalte mit der Überschrift # entspricht der Episodennummer der Staffel und der Reihenfolge des Auftritts in der Sendung. Bei der angegebenen Bewertung handelt es sich jeweils um die sogenannte Pre-Money-Bewertung, diese stellt die Bewertung eines Unternehmens vor einer Finanzierungsrunde dar.
| #    | Name                                                          | Gründer                                                    | Bewertung   | Kapitalbedarf | Anteile    | Investment               | Investor                                      |
| ---- | ------------------------------------------------------------- | ---------------------------------------------------------- | ----------- | ------------- | ---------- | ------------------------ | --------------------------------------------- |
| 1.1  | Beneto Foods Nahrungsmittel aus Grillenmehl                   | Lara Schuhwerk                                             | 453.333 €   | 80.000 €      | 15 %       | 80.000 € für 7,5 % 1.1   | Nico Rosberg                                  |
| 1.2  | Compasstrainer Fußballschusstraingsgerät                      | Devran Sezek                                               | 600.000 €   | 150.000 €     | 20 %       | 150.000 € für 30 %       | Nils Glagau                                   |
| 1.3  | GetSteps Online-Versandhandel für orthopädische Schuheinlagen | Vincent Hoursch, Annik Wolf                                | 4.500.000 € | 500.000 €     | 10 %       | nein                     | nein                                          |
| 1.4  | Bideo Befeuchtungssystem für Toilettenpapier                  | Thorsten Homma                                             | 400.000 €   | 100.000 €     | 20 %       | 100.000 € für 20 %       | Ralf Dümmel                                   |
| 1.5  | Repaq Kompostierbares Verpackungsmaterial                     | Sven und Katja Seevers, Hannes Füting                      | 5.400.000 € | 600.000 €     | 10 %       | nein                     | nein                                          |
| 2.1  | Back’O’Funny Backcremes und -mischungen                       | Gisela Hüsges-Schnabel, Sabine Kämper                      | 67.000 €    | 33.000 €      | 33 %       | 33.000 € für 33 %        | Ralf Dümmel                                   |
| 2.2  | Heat it App-gesteuerter Wärmestift                            | Stefan Hotz, Christof Reuter, Lukas Liedtke, Armin Meyer   | 4.500.000 € | 500.000 €     | 10 %       | nein                     | nein                                          |
| 2.3  | CO’PS Likör aus Kaffee und Kolanuss                           | Jan Weigelt, Finn Geldermann                               | 400.000 €   | 100.000 €     | 20 %       | 100.000 € für 20 %       | Nils Glagau                                   |
| 2.4  | Khou Khii Boxsäcke aus Kork                                   | Lena Ahmadi Khouki                                         | 200.000 €   | 50.000 €      | 20 %       | nein                     | nein                                          |
| 2.5  | Zaunkoenig Leichte Gaming-Maus                                | Patrick und Dominik Schmalzried                            | 566.666 €   | 100.000 €     | 15 %       | 100.000 € für 25 % 2.5   | Carsten Maschmeyer, Ralf Dümmel               |
| 3.1  | easyBeeBox Do-it-yourself-Bienenstöcke                        | Jan-Angelus Meyer, Nick Peters, Christopher Wendt          | 850.000 €   | 150.000 €     | 15 %       | 150.000 € für 25 %       | Nils Glagau                                   |
| 3.2  | Pocketsy Funktionaler BH                                      | Dilara Cakirhan, Paula Essam                               | 566.666 €   | 100.000 €     | 15 %       | nein                     | nein                                          |
| 3.3  | Flüwa Wasserwaage mit Nivellierung in zwei Richtungen         | Karlheinz Voll                                             | 240.000 €   | 60.000 €      | 20 %       | 60.000 € für 30 %        | Ralf Dümmel                                   |
| 3.4  | Kulero Essbare Einweglöffel                                   | Juliane Schöning, Hermant Chawla                           | 1.800.000 € | 200.000 €     | 10 %       | 200.000 € für 10 % 3.4   | Dagmar Wöhrl                                  |
| 3.5  | Munevo Drive Rollstuhlsteuerung mittels Datenbrille           | Konstantin Madaus, Claudiu Leverenz                        | 7.200.000 € | 800.000 €     | 10 %       | nein                     | nein                                          |
| 4.1  | Sause Flüssigseife aus Leitungswasser und Brausetablette      | Moritz Simsch, Sebastian Jung                              | 1.333.333 € | 200.000 €     | 15 %       | 200.000 € für 20 %       | Judith Williams                               |
| 4.2  | Bierkruste Brotbackmischung                                   | Ines Pfisterer                                             | 240.000 €   | 80.000 €      | 25 %       | nein                     | nein                                          |
| 4.3  | Pinky Gloves 4.3 Menstruationshandschuhe                      | André Ritterswürden, Eugen Raimkulow                       | 120.000 €   | 30.000 €      | 20 %       | 30.000 € für 20 %        | Ralf Dümmel                                   |
| 4.4  | Lucky Loop Reitdynamische Sitzflächen                         | Mariam Vollmar                                             | 3.683.333 € | 650.000 €     | 15 %       | nein                     | nein                                          |
| 4.5  | Werksta.tt KI-basierte Bedarfsplanung für Lebensmittelhandel  | Justus Lauten                                              | 480.000 €   | 120.000 €     | 20 %       | 120.000 € für 20 %       | Carsten Maschmeyer                            |
| 5.1  | BeerBag Rucksack für den Transport von Getränkekisten         | Tilmann Rothe                                              | 46.666 €    | 20.000 €      | 30 %       | 20.000 € für 30 %        | Ralf Dümmel                                   |
| 5.2  | Zasta Online-Steuerberater                                    | Michael Potstada, Jörg Südkamp                             | 4.500.000 € | 500.000 €     | 10 %       | nein                     | nein                                          |
| 5.3  | MyEy Vegane Ei-Ersatzprodukte                                 | Christian Geiser                                           | 850.000 €   | 150.000 €     | 15 %       | 150.000 € für 15 % 5.3   | Nils Glagau                                   |
| 5.4  | bikuh Bonussystem-basierte Fahrradwerbeflächen                | Patrick Kolb, Angela Gonzalez                              | 800.000 €   | 200.000 €     | 20 %       | nein                     | nein                                          |
| 5.5  | Nao Nahrungsergänzungsmittel                                  | Annette Steiner-Kienzler, Nadja Arbab, Maximiliane Staiger | 1.200.000 € | 300.000 €     | 20 %       | 300.000 € für 25 %       | Carsten Maschmeyer, Ralf Dümmel               |
| 6.1  | Pottburri Kompostierbare Pflanztöpfe                          | Antonia und Alexander Cox                                  | 1.050.000 € | 150.000 €     | 12,5 %     | 150.000 € für 20 %       | Ralf Dümmel                                   |
| 6.2  | HaselHerz Nuss-Nougat-Creme                                   | Ebru Erkunt                                                | 320.000 €   | 80.000 €      | 20 %       | 80.000 € für 25 %        | Ralf Dümmel                                   |
| 6.3  | Coffee Colorato Personalisierter „Getränkedrucker“            | Sandro und Angelo Torcia                                   | 991.666 €   | 175.000 €     | 15 %       | 175.000 € für 25 %       | Carsten Maschmeyer, Dagmar Wöhrl              |
| 6.4  | Steadify Einbeinstativ                                        | Tobias und Gert Wagner                                     | 1.400.000 € | 350.000 €     | 20 %       | nein                     | nein                                          |
| 6.5  | aumio Meditations-App für Kinder                              | Felix Noller, Jean Ochel, Tilman Wiewinner, Simon Senkl    | 1.350.000 € | 150.000 €     | 10 %       | nein                     | nein                                          |
| 7.1  | Primoza Einpflanzbare Kalender                                | Manuela Baron, Orlando Zaddach, Tobias Aufenange           | 3.700.000 € | 300.000 €     | 7,5 %      | nein                     | nein                                          |
| 7.2  | NDEYEFOODS Afrikanische Gewürzsoßen                           | N’deye Fall-Kuete                                          | 390.000 €   | 130.000 €     | 25 %       | 130.000 € für 30 % 7.2   | Dagmar Wöhrl                                  |
| 7.3  | ajuma UV-Sensor                                               | Annette Barth, Julian Meyer-Arnek                          | 623.333 €   | 110.000 €     | 15 %       | 110.000 € für 25 %       | Carsten Maschmeyer, Nils Glagau               |
| 7.4  | Laori Alkoholfreier Gin                                       | Stella Strüfing, Christian Zimmermann                      | 991.667 €   | 175.000 €     | 15 %       | nein                     | nein                                          |
| 7.5  | smartQ Ergonomische Tapezierbürste                            | Michael Heide                                              | 226.667 €   | 40.000 €      | 15 %       | 40.000 € für 15 %        | Ralf Dümmel                                   |
| 8.1  | GreenBill Digitaler Kassenbon                                 | Giulia Siegel, Ludwig Heer, Tobias Kiessling               | 2.250.000 € | 250.000 €     | 10 %       | 250.000 € für 18 % 8.1   | Carsten Maschmeyer, Nils Glagau, Dagmar Wöhrl |
| 8.2  | Badesofa Badewannen-Kissen                                    | Annika Götz, Natalie Steger                                | 850.000 €   | 150.000 €     | 15 %       | 150.000 € für 33 %       | Ralf Dümmel                                   |
| 8.3  | Marée Wurstprodukte aus Fisch                                 | Andreas Tatzel                                             | 120.000 €   | 40.000 €      | 25 %       | nein                     | nein                                          |
| 8.4  | aidhere Abnehm-App „zanadio“                                  | Nora Mehl, Tobias Lorenz, Henrik Emmert                    | 5.750.000 € | 500.000 €     | 8 %        | nein                     | nein                                          |
| 8.5  | Udo Mehrwegdeckel für eigene To-go-Becher                     | Dennis Krey, Carina Frings                                 | 400.000 €   | 100.000 €     | 20 %       | 100.000 € für 33 %       | Ralf Dümmel                                   |
| 9.1  | mysleepmask Schlafmaske gegen Kopfschmerzen                   | Fabian Karau                                               | 400.000 €   | 100.000 €     | 20 %       | 100.000 € für 40 %       | Nico Rosberg, Ralf Dümmel                     |
| 9.2  | Sminno Smartphone-Halter und Cockpit-App für Fahrräder        | Khesrau und Sohrab Noorzaie                                | 2.833.333 € | 500.000 €     | 15 %       | nein                     | nein                                          |
| 9.3  | mellow NOIR Hautpflegeprodukte mit Kaffee                     | Julian Köster                                              | 400.000 €   | 100.000 €     | 20 %       | 100.000 € für 35 %       | Judith Williams                               |
| 9.4  | Winemaster Wiederverschließbare Weinflasche                   | Hubert Koch                                                | 233.333 €   | 100.000 €     | 30 %       | 100.000 € für 30 %       | Ralf Dümmel                                   |
| 9.5  | Marschpat Digitale Notenblätter                               | Patrick Rupprecht, Carina Eigner, Markus Wenzl             | 1.200.000 € | 300.000 €     | 20 %       | nein                     | nein                                          |
| 10.1 | The Makery Plattform für DIY-Workshops                        | Jasper Kolb, Maija Kassari                                 | 1.416.667 € | 250.000 €     | 15 %       | 250.000 € für 21 % 10.1  | Georg Kofler                                  |
| 10.2 | Bodywallet Aufklebbarer Geldbeutel für die Haut und Textilien | Axel Kosuch, Christian Schranz                             | 900.000 €   | 100.000 €     | 10 %       | nein                     | nein                                          |
| 10.3 | SUMMERSAVER Balsam-Stick für wunde Hautpartien                | Denise Hahn                                                | 1.416.667 € | 250.000 €     | 15 %       | 250.000 € für 20 %       | Ralf Dümmel                                   |
| 10.4 | Hardcork Surf- und Skateboard aus Kork                        | Rouven Brauers                                             | 4.000.000 € | 1.000.000 €   | 20 %       | nein                     | nein                                          |
| 10.5 | Evertree Biologisch abbaubare Graburnen                       | Helena und Andreas Hohnke                                  | 152.273 €   | 75.000 €      | 33 %       | 75.000 € für 33 %        | Nils Glagau                                   |
| 11.1 | Lambus Reise-Plattform-App                                    | Hans Knöchel, Anja Niehoff                                 | 2.833.333 € | 500.000 €     | 15 %       | 500.000 € für 18 % 11.1  | Carsten Maschmeyer                            |
| 11.2 | WowWow Hundeleinen-Halsband                                   | Reto und Walburga Falkenberg                               | 360.000 €   | 120.000 €     | 25 %       | 150.000 € für 30 %       | Nils Glagau, Dagmar Wöhrl                     |
| 11.3 | Wavewinder Dauerwellen-Form für Beachwaves                    | Milko Grieger                                              | 850.000 €   | 150.000 €     | 15 %       | nein                     | nein                                          |
| 11.4 | Hilli Fruits Bio-Fruchtpürees                                 | Paulina Carrera                                            | 850.000 €   | 150.000 €     | 15 %       | 150.000 € für 25 %       | Ralf Dümmel                                   |
| 11.5 | sked Selbstschärfender Messerblock                            | Jürgen Dangel, Horst Paetzel                               | 400.000 €   | 100.000 €     | 20 %       | 100.000 € für 30 %       | Ralf Dümmel                                   |
| 12.1 | Mary’s Coconut Coffee 12.1a To-Go-Kaffee                      | Maren und Claus Weiß, Stefan Hrubesch                      | 233.333 €   | 100.000 €     | 30 % 12.1b | 100.000 € für 30 %       | Ralf Dümmel                                   |
| 12.2 | Routago Fußgänger-Navigationsapp für Blinde und Sehbehinderte | Gerd Güldenpfennig, Stefan Sieber                          | 2.400.000 € | 600.000 €     | 20 %       | nein                     | nein                                          |
| 12.3 | FitOaty Haferflockenbrei                                      | Christina Schwarz                                          | 240.000 €   | 80.000 €      | 25 %       | 80.000 € für 25 % 12.3   | Nils Glagau                                   |
| 12.4 | miss.pinny Designer-Schürze                                   | Lydia Walter                                               | 283.333 €   | 50.000 €      | 15 %       | nein                     | nein                                          |
| 12.5 | B’n’Tree Vermittlungsplattform für Aufforstungsprojekte       | Chris Kaiser                                               | 675.000 €   | 75.000 €      | 10 %       | 70.000 € für 25,1 % 12.5 | Carsten Maschmeyer, Judith Williams           |

## Einschaltquoten
| Folge | Datum         | Zuschauer        | Zuschauer     | Marktanteil      | Marktanteil   | Quelle |
| Folge | Datum         | Durchschnittlich | 14 – 49 Jahre | Durchschnittlich | 14 – 49 Jahre | Quelle |
| ----- | ------------- | ---------------- | ------------- | ---------------- | ------------- | ------ |
| 1     | 22. Mär. 2021 | 2,38 Mio.        | 1,20 Mio.     | 8,0 %            | 14,7 %        | [ 15 ] |
| 2     | 29. Mär. 2021 | 2,04 Mio.        | 1,09 Mio.     | 6,2 %            | 13,5 %        | [ 16 ] |
| 3     | 5. Apr. 2021  | 1,87 Mio.        | 1,03 Mio.     | 5,8 %            | 11,5 %        | [ 17 ] |
| 4     | 12. Apr. 2021 | 2,02 Mio.        | 0,99 Mio.     | 6,5 %            | 11,7 %        | [ 18 ] |
| 5     | 19. Apr. 2021 | 2,05 Mio.        | 1,07 Mio.     | 6,8 %            | 13,3 %        | [ 19 ] |
| 6     | 26. Apr. 2021 | 2,34 Mio.        | 1,11 Mio.     | 8,2 %            | 14,8 %        | [ 20 ] |
| 7     | 3. Mai 2021   | 2,43 Mio.        | 1,24 Mio.     | 8,2 %            | 16,0 %        | [ 21 ] |
| 8     | 10. Mai 2021  | 2,42 Mio.        | 1,20 Mio.     | 8,6 %            | 16,1 %        | [ 22 ] |
| 9     | 17. Mai 2021  | 2,23 Mio.        | 1,18 Mio.     | 7,7 %            | 15,4 %        | [ 23 ] |
| 10    | 24. Mai 2021  | 1,70 Mio.        | 0,82 Mio.     | 5,5 %            | 9,3 %         | [ 24 ] |
| 11    | 31. Mai 2021  | 1,90 Mio.        | 0,95 Mio.     | 7,2 %            | 13,8 %        | [ 25 ] |
| 12    | 7. Jun. 2021  | 2,05 Mio.        | 1,02 Mio.     | 7,5 %            | 13,9 %        | [ 26 ] |